# Gare routière d'Orléans
Pour les articles homonymes, voir Gare d'Orléans (homonymie).
La gare routière d'Orléans est une gare routière située à Orléans dans le département français du Loiret en région Centre-Val de Loire.
Le site est utilisé pour les services de transport par autocar.

## Géographie
La gare routière est située dans le quartier Saint-Vincent d'Orléans, à l'angle des rues Marcel-Proust et Émile-Zola, à proximité de la gare SNCF d'Orléans.
L'ancienne se situait place Saint-Yves, en face de la gare et dans l'emplacement actuel du centre Place d'Arc.

## Histoire
L'actuelle gare routière a été inaugurée le 1er décembre 1987 par Jacques Douffiagues (ancien maire d'Orléans) et Kléber Malécot (ancien président du conseil général du Loiret).
En 2013, la passerelle reliant le centre commercial Place d'Arc à la gare routière est démolie pour des raisons de sécurité.
En 2015, le nombre de voyageurs utilisant la gare quotidiennement est estimé à 5 500 dont 4 000 scolaires.
Les compétences de gestion de la gare routière ont être transférées du département du Loiret vers la région Centre-Val de Loire le 1er janvier 2017.

## Présentation
L'architecture de la gare est régulièrement remise en cause, dans un article paru en 2013, un chauffeur déclare : « Il n’y a qu’à voir les angles des murs qui sont pleins de peinture jaune (ndlr : la couleur des cars Ulys) ; c’est une gare qui a été conçue pour des cars plus petits que ceux que l’on utilise aujourd’hui. Et puis, les piétons et les cars entrent et sortent par le même endroit. C’est ubuesque ! ».

### Réseaux d'autocars utilisant la gare routière
- Rémi[7] : réseau régional, dans l'ex réseau Ulys : 1A, 1B, 1D, 3, 5, 6, 7, 8, 9, 16, 17, 20, 21 et 99 et dans l'ex réseau Transbeauce : 1, 2 et 9
- TER Centre-Val de Loire[8] : Orléans - Vierzon et Orléans-la-Source - Orléans - Chartres - Dreux